# Adobe Connect
Adobe Connect est un logiciel de conférence en ligne d'Adobe et vendu ou loué aux utilisateurs. Il offre les fonctionnalités de réunion en ligne, de formation en ligne (e-learning), et de création de contenu interactif exploitables – ou pas – dans ces derniers.
Il a été initialement développé par Macromedia sous le nom de Breeze, avant le rachat de la société par Adobe en 2005, qui a opéré un replacement stratégique du produit dans sa gamme et un renommage.

## Caractéristiques
Il se compose côté serveur :
- d'une interface de gestion web permettant la gestion des utilisateurs et des différents modules
- d'un serveur Flash Media Server permettant la diffusion de flux RTMP - audio, vidéo, partage d'écran, et de contenu

Et côté client:
- d'un plug-in pour Microsoft PowerPoint permettant la création de contenu, incluant des fonctionnalités : enregistrement audio, intégration de contenu Flash, et de vidéos
- de FlashPaper, permettant la conversion de tout objet imprimable en contenu Flash SWF
- du Meeting add-in pour se connecter à une réunion en ligne en tant que présentateur

NB: le logiciel Captivate permet également de publier directement du contenu Breeze